# West Park (Darlington)
West Park – wieś w Anglii, w hrabstwie ceremonialnym Durham, w dystrykcie (unitary authority) Darlington. Leży 26 km na południe od miasta Durham i 351 km na północ od Londynu.